# Bataille de l'île de Savo
Pour un article plus général, voir Bataille de Guadalcanal.
Seconde Guerre mondiale - Pacifique
Batailles
Campagne de Guadalcanal

Terrestres : 
- Tulagi et Gavutu–Tanambog
- Tenaru
- Edson's Ridge
- Rivière Matanikau
- Henderson Field
- Offensive de la Matanikau
- Koli Point
- Carlson's patrol
- Monts Austen

Navales :
- Île de Savo
- Salomon orientales
- Cap Espérance
- Îles Santa Cruz
- Bataille navale de Guadalcanal
- Tassafaronga
- Ke
- Îles de Renell

La bataille de l'île de Savo (également connue sous le nom de première bataille des Salomon (第一次ソロモン海戦) dans les sources japonaises) qui eut lieu les 8 et 9 août 1942 fut le premier engagement naval entre la marine impériale japonaise et la marine américaine durant la bataille de Guadalcanal dans le théâtre Pacifique de la Seconde Guerre mondiale.
En réponse aux débarquements alliés dans l'est des îles Salomon, le vice-amiral Gunichi Mikawa emmena la 8e flotte de la marine impériale japonaise, composée de sept croiseurs et d'un destroyer et basée en Nouvelle-Bretagne et en Nouvelle-Irlande, dans le détroit de Nouvelle-Géorgie pour attaquer les forces alliées. Les débarquements étaient couverts par huit croiseurs et quinze destroyers sous le commandement du contre-amiral britannique Victor Crutchley, mais seuls cinq croiseurs et sept destroyers participèrent à la bataille. Mikawa attaqua par surprise et mit en déroute la flotte alliée. Les Japonais coulèrent un croiseur australien et trois croiseurs américains tout en ne déplorant que des dégâts légers. La force de Mikawa se retira immédiatement après la bataille sans tenter de détruire les transports alliés réalisant les débarquements.
Les navires alliés et la force de débarquement se retirèrent des îles Salomon, cédant ainsi temporairement le contrôle des mers autour de Guadalcanal aux Japonais. Les troupes alliées débarquées deux jours auparavant sur Guadalcanal et les îles alentour se retrouvèrent dans une position précaire avec à peine assez de ravitaillement et de munitions pour contrôler les territoires conquis. Néanmoins, le fait que Mikawa n'ait pas détruit les transports alliés quand il en avait l'occasion se révéla une grave erreur stratégique, car les Alliés conservèrent leurs positions sur Guadalcanal et sortirent finalement victorieux de la campagne.

## Contexte

### Opérations à Guadalcanal
Le 7 août 1942, les forces alliées (principalement des marines américains) débarquèrent à Guadalcanal, Tulagi et les îles Florida dans l'est des îles Salomon. Les débarquements devaient permettre d'empêcher les Japonais d'utiliser ces îles comme bases militaires pour menacer les routes de ravitaillement entre les États-Unis et l'Australie. Le contrôle de ces îles devait également servir de tremplin pour la campagne de reconquête des Salomon, pour isoler ou capturer la grande base japonaise de Rabaul et pour soutenir la campagne de Nouvelle-Guinée.

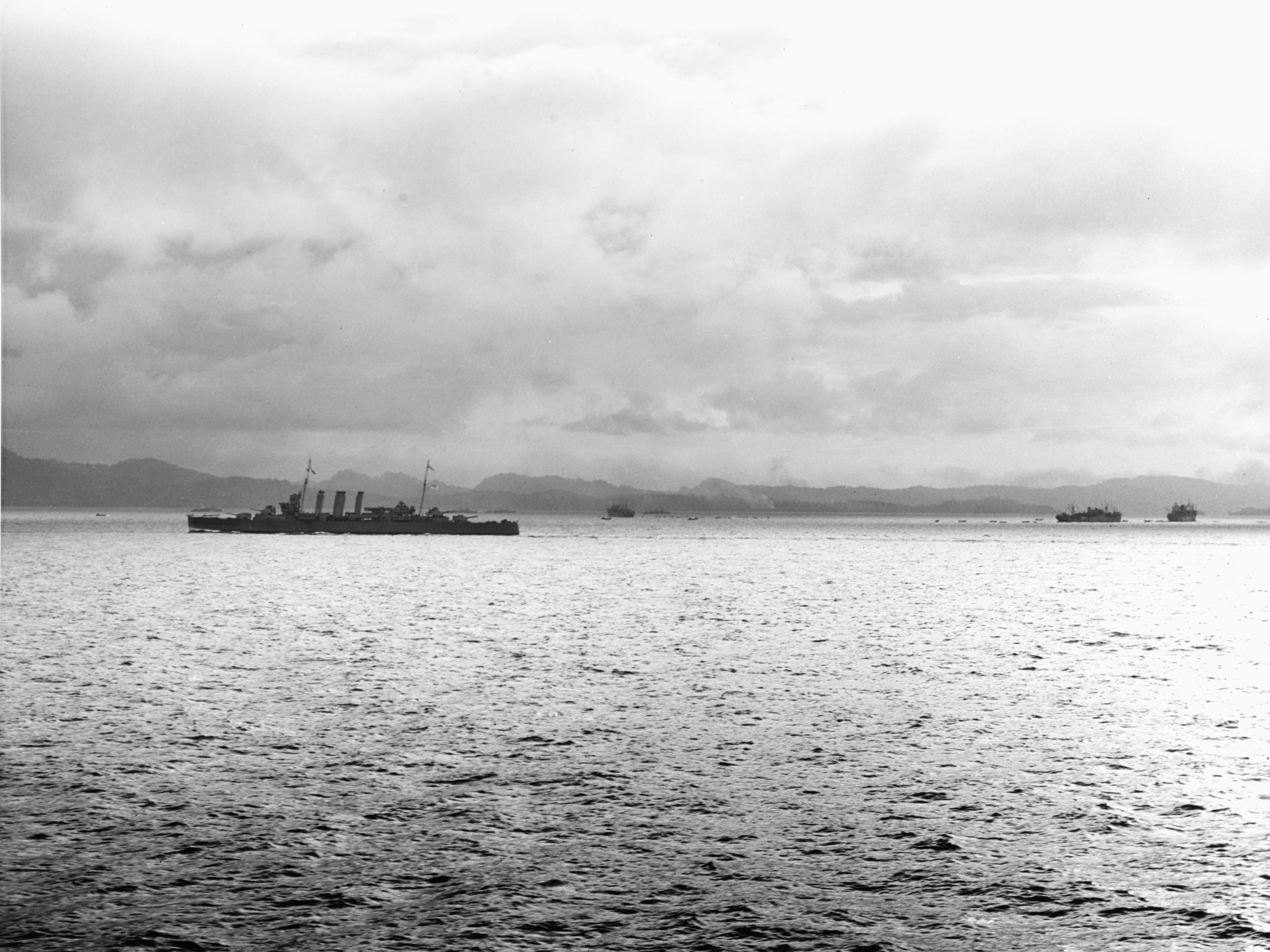
Le (centre gauche) protège trois transports alliés déchargeant des troupes et des équipements à Tulagi.

Le commandement général des forces navales alliées lors des opérations contre Guadalcanal et Tulagi était le vice-amiral Frank J. Fletcher. Il commandait également les groupes aéronavals fournissant la couverture aérienne des débarquements. Le contre-amiral Richmond K. Turner commandait la flotte amphibie qui débarqua 16 000 soldats alliés sur Guadalcanal et Tulagi. L'amiral britannique Victor Crutchley et sa force de protection de huit croiseurs, quinze destroyers et cinq dragueurs de mines était également sous le commandement du général de Fletcher. Cette force devait assurer la protection des navires de Turner et fournir un appui-feu contre les positions japonaises. Crutchley commanda sa flotte, principalement composée de navires américains, depuis son navire-amiral, le croiseur lourd australien HMAS Australia.
Les débarquements alliés prirent les Japonais par surprise. Les Alliés sécurisèrent Tulagi et l'aérodrome en construction de Guadalcanal dans la soirée du 8 août. Les 7 et 8 août, les appareils japonais basés à Rabaul attaquèrent à plusieurs reprises les forces amphibies alliées, coulèrent le transport George F. Elliott et endommagèrent sérieusement le destroyer USS Jarvis. Lors de ces attaques, les Japonais perdirent 36 appareils contre 19 (dont 14 avions embarqués) pour les Américains.
Inquiet des pertes dans ses escadres aéronavales, de la menace posée contre les porte-avions et des niveaux de carburant de ses navires, Fletcher annonça qu'il retirerait ses porte-avions dans la soirée du 8 août.
Certains historiens soutiennent que les niveaux de carburant de Fletcher n'étaient pas critiques et que Fletcher a avancé cet argument pour justifier son retrait de la zone des combats,,. Le biographe de Fletcher note que ce dernier a conclu que les débarquements étaient un succès et qu'il n'y avait pas de cibles pour un appui aérien rapproché. En revanche, il considéra qu'après la perte de 21 de ses chasseurs, ses porte-avions étaient sous la menace des bombardiers japonais et il voulait se ravitailler avant l'arrivée des forces navales japonaises. Turner croyait cependant que Fletcher allait fournir un soutien aérien jusqu'à ce que tous les transports soient déchargés le 9 août.
Même si les opérations de déchargement furent plus lentes que prévu, Turner décida que sans soutien aérien, il devrait retirer ses navires de Guadalcanal. Il envisagea donc de décharger le plus de matériel possible durant la nuit et de partir le lendemain.

### Réponse japonaise
Pris par surprise par les opérations alliées à Guadalcanal, les Japonais répondirent initialement en lançant des attaques aériennes et en tentant de renforcer leurs troupes sur l'île. Gunichi Mikawa, commandant de la nouvelle 8e flotte basée à Rabaul, fit monter 519 soldats dans deux transports qu'il envoya vers Guadalcanal le 7 août. Néanmoins, lorsque les Japonais apprirent l'ampleur des débarquements, les deux transports furent rappelés,.
Mikawa rassembla tous les navires de guerre disponibles dans la zone pour attaquer les forces alliées à Guadalcanal. Le croiseur lourd Chōkai (le navire-amiral de Mikawa) de la classe Takao, les croiseurs légers Yubari et Tenryū et le destroyer Yūnagi quittèrent Rabaul pour rejoindre les croiseurs lourds Aoba, Furutaka, Kako et Kinugasa du contre-amiral Aritomo Gotō en provenance de Kavieng,,.
La marine japonaise s'était beaucoup entraînée aux tactiques de combats nocturnes, un fait que les Alliés ignoraient,. Mikawa espérait engager les forces navales alliées au large de Guadalcanal et de Tulagi pendant la nuit du 8 au 9 août lorsqu'il pourrait exploiter son expérience du combat nocturne sans craindre les appareils alliés qui ne pouvaient pas opérer efficacement durant la nuit. Les navires de Mikawa se rassemblèrent en mer au sud de la Nouvelle-Irlande dans la soirée du 7 août et mirent le cap au sud-est,.

## Bataille

### Prélude

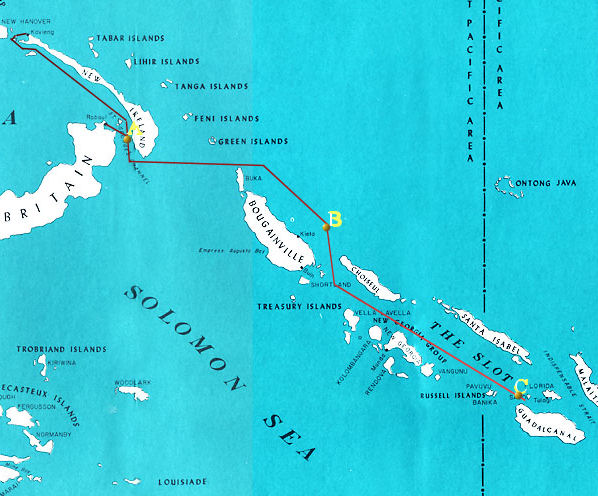
Les navires de Mikawa quittèrent Rabaul et Kavieng (en haut à gauche), firent une pause au large de Bougainville (au centre) puis descendirent le détroit de Nouvelle-Géorgie pour attaquer les forces alliées au large de Guadalcanal et de Tulagi (en bas à droite).

Mikawa décida de mener sa flotte au nord de l'île Buka puis de progresser le long de la côte orientale de Bougainville. La flotte ferait ensuite une pause de six heures à Kieta le matin du 8 août pour éviter d'arriver dans la soirée au large de Guadalcanal et risquer une attaque aérienne. Les navires continueraient ensuite dans le dangereux détroit de Nouvelle-Géorgie en espérant qu'aucun appareil allié ne les repère. Cependant, la flotte japonaise fut repérée dans le détroit lorsqu'elle manqua de percuter le sous-marin USS S-38 en embuscade. Le submersible était trop proche pour pouvoir tirer ses torpilles mais son commandant informa ses supérieurs que deux destroyers et trois navires plus grands de type inconnu progressaient à grande vitesse vers le sud-est à quatorze kilomètres à l'ouest du cap Saint-George. Une fois à Bougainville, Mikawa dispersa ses navires pour dissimuler la composition de sa force et lança quatre hydravions embarqués à bord de ses croiseurs pour repérer les navires alliés dans le sud des Salomon.
À 10 h 20 et 11 h 10, ses navires furent repérés par des Lockheed Hudson de reconnaissance australiens basés dans la baie de Milne en Nouvelle-Guinée,,. Le premier Hudson rapporta uniquement la présence de « trois croiseurs, de trois destroyers et de deux transports d'hydravions ». L'équipage tenta de signaler les navires à la station radio alliée de Fall River en Nouvelle-Guinée. Ne recevant pas de réponse, il retourna à la baie de Milne à 12 h 42 pour s'assurer que le rapport était transmis aussi vite que possible. Le second Hudson ne parvint pas non plus à transmettre par radio son rapport mais il termina sa patrouille avant de se poser à 15 heures dans la baie de Milne. Il rapporta la présence de « deux croiseurs lourds, de deux croiseurs légers et d'un navire de type inconnu ». À cause des erreurs dans la communication alliée, ces rapports ne furent pas transmis à la flotte alliée au large de Guadalcanal avant, respectivement, 18 h 45 et 21 h 30 le 8 août,.
En effet, un problème majeur et insoupçonné des communications alliées fut à l'origine du délais de plus de huit heures du premier rapport reçu par la base de Fall River à 10 h 25 en provenance des Lockheed Hudson de reconnaissance australiens. Le commandement interarmées des deux zones était séparé entre la South Pacific Area (QG basé à Nouméa en Calédonie), sous le commandement du vice-amiral Robert Ghormley, et la South West Pacific Area (QG basé à Brisbane en Australie), sous le commandement du général Douglas MacArthur. L'Opération Watchtower menée par les américains était profondément secrète, et un accord avait été mené en ce sens pour les reconnaissances aériennes.
Si une base aérienne relevant du commandement de la South West Pacific Area rapportait des informations utiles et urgentes au déroulement de l'Opération Watchtower, alors le transfert de l'information se faisait par l'intermédiaire de la base de Port Moresby directement vers l'amiral Turner. Seuls certains officiers gradés sur place étaient cependant au courant de cet accord (excluant les bases et les pilotes menant les patrouilles), et l'amiral Turner n'avait aucun lien direct avec ces avions de reconnaissance. Le rapport de 10 h 25 fut ainsi qualifié de « Inhabituel mais non urgent » car l'officier en charge n'avait pas connaissance de l'accord en place.
Il prit donc le chemin standard des procédures et non celui prévu par l'accord. Il fut reçu à Port Moresby vers 12 h 42 et envoyé en direction de Townsville, reçu sur place à 14 h 37 puis mis en attente pendant 3 heures et demi environ, avant d'être envoyé à Brisbane, et reçu à 18 h 20, dispatché à Canberra à 18 h 25 pour arriver à Pearl Harbor vers 18 h 37, dans une zone sous commandement direct, et donc transmis immédiatement et reçu par l'amiral Turner à 18 h 45. Le rapport de 11 h 10 suivit le même traitement et arriva à Turner sur les 21 h 30.
Les rapports conduits ont cependant aussi fait l'objet d'une erreur critique d'interprétation. Turner assumera sur les rapports de 10 h 25 « trois croiseurs, de trois destroyers et de deux transports d'hydravions » que les japonais voulaient les stationner dans une baie proche et que l'escorte, composée d'une force jugée marginale, ne posait pas un problème, sachant que les reconnaissances menées auraient de son point de vue détecté le passage des forces vers sa position. Les rapports seront discutés plus tard dans la soirée.
Les hydravions de Mikawa revinrent vers midi et rapportèrent la présence de deux groupes de navires alliés, l'un au large de Guadalcanal et l'autre au large de Tulagi. Il rassembla ses navires et commença à progresser en direction de Guadalcanal en entrant dans le détroit près de l'île Choiseul vers 16 heures le 8 août. Mikawa communiqua le plan de bataille à ses navires : « Nous entrerons rapidement par le sud de l'île Savo et nous torpillerons la principale force ennemie ancrée en face de Guadalcanal ; après quoi, nous nous tournerons vers Tulagi pour canonner et torpiller l'ennemi. Nous nous retirerons ensuite au nord de l'île de Savo. »
Le passage de Mikawa dans le détroit de Nouvelle-Géorgie ne fut pas détecté par les forces alliées. Turner avait demandé que l'amiral John S. McCain, Sr., commandant des forces aériennes alliées dans le Pacifique Sud, conduise de nouvelles missions de reconnaissance dans le détroit dans l'après-midi du 8 août. Pour des raisons inconnues, McCain ne lança pas de missions mais il ne dit pas non plus à Turner qu'aucune mission n'était menée. Par conséquent, malgré le manque crucial de communication à l'échelle globale et locale, Turner crut à tort que le détroit était sous surveillance alliée.

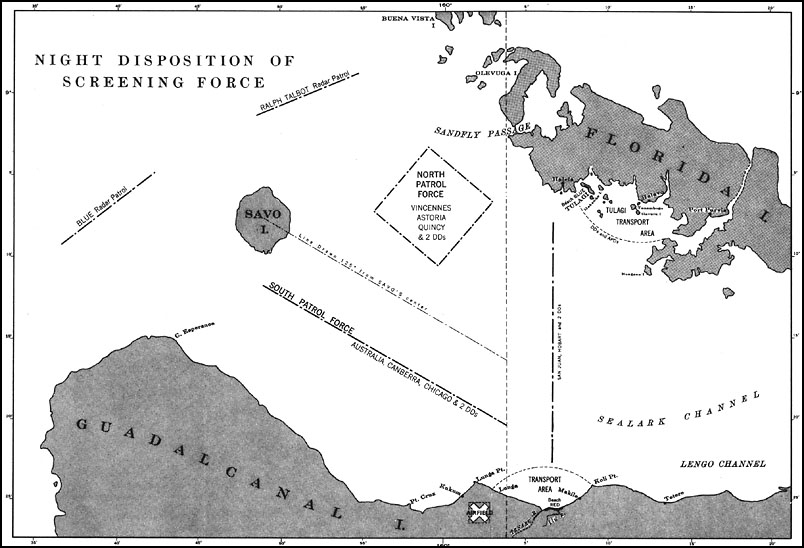
Disposition des navires alliés dans la nuit du 8 août- 1942- au 9 août 1942-.

Pour protéger les transports en cours de déchargement durant la nuit, Crutchley avait divisé les forces alliées en trois groupes. Un groupe « Sud » composé des croiseurs australiens HMAS Australia et HMAS Canberra, du croiseur USS Chicago et des destroyers USS Patterson et USS Bagley patrouillant entre le cap Espérance et l'île de Savo. Un groupe « Nord » composé des croiseurs USS Vincennes, USS Astoria, USS Quincy et des destroyers USS Helm et USS Wilson défendant le passage entre l'île de Savo et les îles Florida. Un groupe « Est » composé des croiseurs USS San Juan et HMAS Hobart et de deux destroyers américains protégeaient les entrées orientales entre les îles Florida et Guadalcanal. Crutchley avait placé deux destroyers équipés de radars à l'ouest de l'île de Savo pour fournir une alerte en cas d'approche de navires japonais. Le destroyer USS Ralph Talbot patrouillait dans le passage nord et le destroyer USS Blue faisait de même dans le passage sud avec un vide de 12 à 30 km entre leurs routes de patrouille non-coordonnées. À ce moment, les Alliés ignoraient les limites de leurs radars embarqués et en particulier la réduction de l'efficacité liée à la présence d'îles à proximité. Conscient de la menace des sous-marins, Crutchley avait disposés ses sept destroyers restant pour protéger les deux plages de débarquement.
Les équipages alliés étaient épuisés par deux jours d'alerte constante et par les opérations de soutien des débarquements. Il faisait également très chaud et humide et associé à la fatigue, le climat, dans les mots de Samuel Eliot Morison, « poussaient les hommes épuisés à se laisser-aller ». En réponse, la plupart des navires de Crutchley se mirent en Condition II dans la nuit du 8 août, ce qui signifiait que la moitié de l'équipage était de garde tandis que l'autre moitié se reposait, dans les dortoirs ou à proximité de leurs postes de combat.
Dans la soirée, Turner organisa une réunion sur son navire de commandement au large de Guadalcanal avec Crutchley et le commandant du corps des marines Alexander Vandegrift pour discuter du départ des porte-avions de Fletcher et le retrait planifié des navires de transports. À 20 h 55, Crutchley quitta le groupe sud avec le HMAS Australia pour participer à la réunion et il laissa le commandement au capitaine Howard D. Bode de l'USS Chicago. Crutchley n'informa pas les commandants des autres croiseurs de son absence et cela contribua à la désorganisation du commandement. Bode, réveillé alors qu'il dormait dans sa cabine, décida de ne pas placer son navire à la tête du groupe sud, la place habituelle du navire de commandement, et il retourna se coucher. Lors de la réunion, Turner, Crutchley et Vandergrift évoquèrent les rapports concernant la force navale japonaise composée de « transports d'hydravions » repérée par un appareil de reconnaissance australien plus tôt dans la journée. Ils décidèrent que celle-ci ne serait pas une menace durant la nuit car les transports d'hydravions ne participaient généralement pas à des combats de surface, et qu'une escorte aussi faible ne serait pas à même de conduire une attaque, qui plus est de nuit. Vandergrift annonça qu'il aurait besoin d'inspecter les déchargements à Tulagi avant de recommander une heure de retrait pour les transports et il quitta le navire peu après minuit pour mener son inspection. Crutchley décida de ne pas rejoindre le groupe sud avec le HMS Australia et de stationner son navire juste à l'extérieur de la zone de déchargement de Guadalcanal sans informer les autres capitaines alliés de ses intentions ou de sa position.

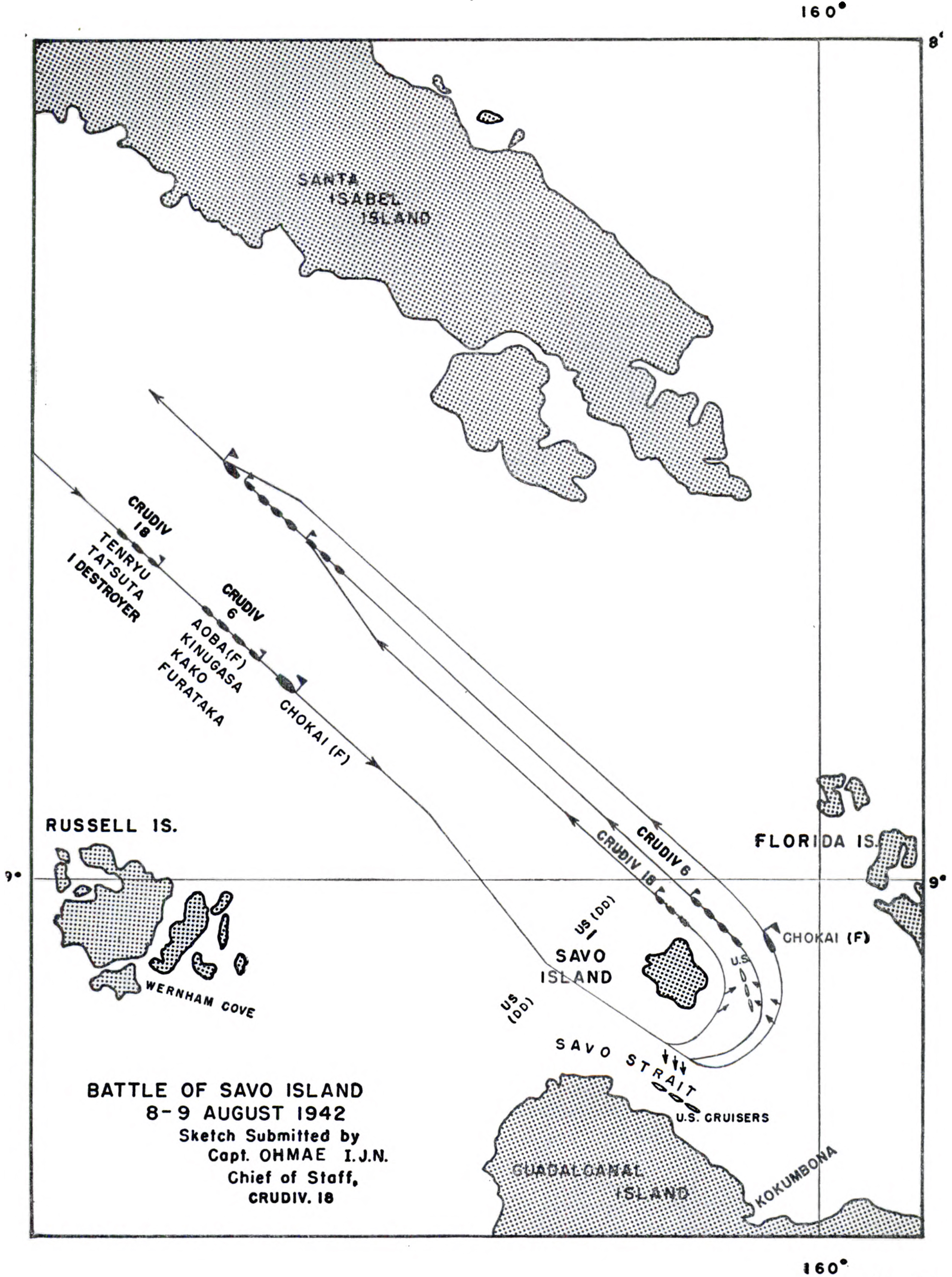
Parcours des navires japonais durant la bataille de l'île de Savo.

Alors que la force de Mikawa se rapprochait de Guadalcanal, les navires japonais lancèrent trois hydravions pour une dernière reconnaissance du dispositif allié et pour fournir de l'éclairage pour la bataille à venir. Plusieurs navires alliés repérèrent et/ou entendirent un ou plusieurs de ces hydravions à partir de 23 h 45 le 8 août mais aucun n'interpréta cela comme une menace et aucun ne rapporta ce fait à Crutchley ou Turner.
La force de Mikawa approcha suivant une colonne de 3 km menée par le Chōkai, suivi par quatre autres croiseurs lourds: l'Aoba, le Kako, le Kinugasa, le Furutaka, les croiseurs légers Tenryū, et Yubari et le destroyer Yunagi. Entre 0 h 44 et 0 h 54 le 9 août, les vigies des navires de Mikawa signalèrent la présence de l'USS Blue à 9 km devant la colonne japonaise,.

### Affrontement au sud de l'île de Savo
Pour éviter l'USS Blue, Mikawa modifia son cap pour passer au nord de l'île de Savo. Il ordonna également à ses navires de ralentir à 41 km/h (22 nœuds) pour réduire le sillage qui rendrait les navires plus visibles. Quatre minutes plus tard, les vigies repérèrent soit l'USS Ralph Talbot à environ 16 km soit une petite goélette de nationalité inconnue,,. Les navires japonais poursuivirent leur progression tout en pointant plus de 50 canons sur l'USS Blue, prêts à tirer au moindre signe que le navire américain les avait repérés. Lorsque l'USS Blue fut à moins de 2 km des navires japonais, il fit soudainement demi-tour car il avait atteint la fin de sa route de patrouille sans avoir conscience de la flotte japonaise à proximité. Voyant que ses navires n'avaient toujours pas été repérés, Mikawa mit le cap au sud de l'île de Savo et augmenta la vitesse à 48 km/h (26 nœuds) puis à 56 km/h (30 nœuds). À 1 h 26, Mikawa relâcha le commandement pour que ses navires agissent indépendamment de son navire-amiral et à 1 h 31, il ordonna l'attaque générale.
À peu près au même moment, le Yunagi situé à la fin de la colonne japonaise fit demi-tour, peut-être car il avait perdu les autres navires de vue ou car il avait reçu l'ordre de jouer le rôle d'arrière-garde. Peu après, les vigies japonaises repérèrent un navire à bâbord. Il s'agissait du destroyer USS Jarvis sévèrement endommagé la veille qui quittait Guadalcanal pour subir des réparations en Australie. On ne sait pas s'il avait vu le navire japonais car ses radios avaient été détruites. Le Furutaka lança plusieurs torpilles contre le destroyer mais toutes passèrent à côté. Les navires japonais passèrent à 1 100 m de l'USS Jarvis, suffisamment près pour que les officiers du Tenryū puissent observer les ponts du navire sans y voir un seul membre d'équipage. Si l'USS Jarvis avait repéré les navires japonais passant à proximité, il ne fit rien pour le faire savoir. Le Yunagi se sépara de la colonne de Mikawa et prit en chasse le destroyer américain.
Deux minutes après avoir repéré l'USS Jarvis, les vigies japonaises virent les destroyers et des croiseurs alliés du groupe sud à environ 12 500 m car leurs silhouettes se détachaient devant la lueur du transport George F. Elliott en feu. Quelques minutes plus tard, vers 1 h 38, les croiseurs japonais commencèrent à lancer des salves de torpilles en direction des navires du groupe sud. Au même moment, les vigies du Chōkai repérèrent les navires du groupe nord à environ 16 km. Le Chōkai se tourna pour faire face à cette nouvelle menace et le reste de la colonne japonaise suivit tout en se préparant à engager au canon les navires alliés du groupe sud.
L'équipage de l'USS Patterson était en alerte car le capitaine avait pris au sérieux les rapports de l'après-midi sur la présence de navires japonais et les observations d'appareils inconnus dans la soirée et il ordonna à son équipage de se préparer au combat. À 1 h 43, l'USS Patterson repéra un navire, probablement le Kinugasa à 5 000 m devant lui et envoya un message d'alerte par radio et utilisa des signaux lumineux pour transmettre le message « Alarme ! Alarme ! Navires inconnus entrant dans le port ! ». Le navire accéléra à pleine vitesse et tira des obus éclairants en direction de la colonne japonaise. Le capitaine ordonna de lancer des torpilles mais son ordre fut couvert par le bruit des canons du destroyer.
À peu près au même moment où l'USS Patterson avait repéré les navires japonais et était entré dans la bataille, les hydravions japonais, sur l'ordre de Mikawa, lancèrent des fusées éclairantes juste au-dessus du HMAS Canberra et de l'USS Chicago. Le HMAS Canberra répondit immédiatement et le capitaine Frank Getting ordonna d'accélérer à pleine vitesse pour faire tourner le navire à tribord et le positionner entre les Japonais et les navires de transport et ordonna aux artilleurs d'ouvrir le feu sur toutes les cibles visibles. Moins d'une minute plus tard, alors que les canons du HMAS Canberra visaient les navires japonais, le Chōkai et le Furutaka engagèrent le navire australien qui reçut plusieurs obus en quelques secondes. L'Aoba et le Kako rejoignirent la canonnade et durant les trois minutes suivantes, le HMAS Canberra fut touché à 24 reprises par des obus de gros calibre. Les premiers impacts tuèrent l'officier d'artillerie, blessèrent mortellement Getting et détruisirent les salles des machines, privant le navire d'électricité avant même qu'il n'ait pu tirer une seule fois ou communiquer avec les autres navires alliés. Le croiseur immobilisé et en feu, avait une bande de 5 à 10° sur tribord et était incapable d'éteindre l'incendie ou de pomper l'eau en dehors des compartiments inondés car il n'avait plus de courant. Comme tous les navires japonais se trouvaient à bâbord du HMAS Canberra, les dégâts sur le tribord du navire furent causés soit par des obus arrivant bas sur bâbord et sortant sous la ligne de flottaison à tribord soit par l'impact d'une ou deux torpilles sur tribord,. Si des torpilles ont touché le HMAS Canberra sur tribord alors elles provenaient certainement d'un navire allié à proximité et à ce moment, le destroyer américain USS Bagley était le seul navire sur ce côté du navire australien et il avait auparavant tiré plusieurs torpilles,.

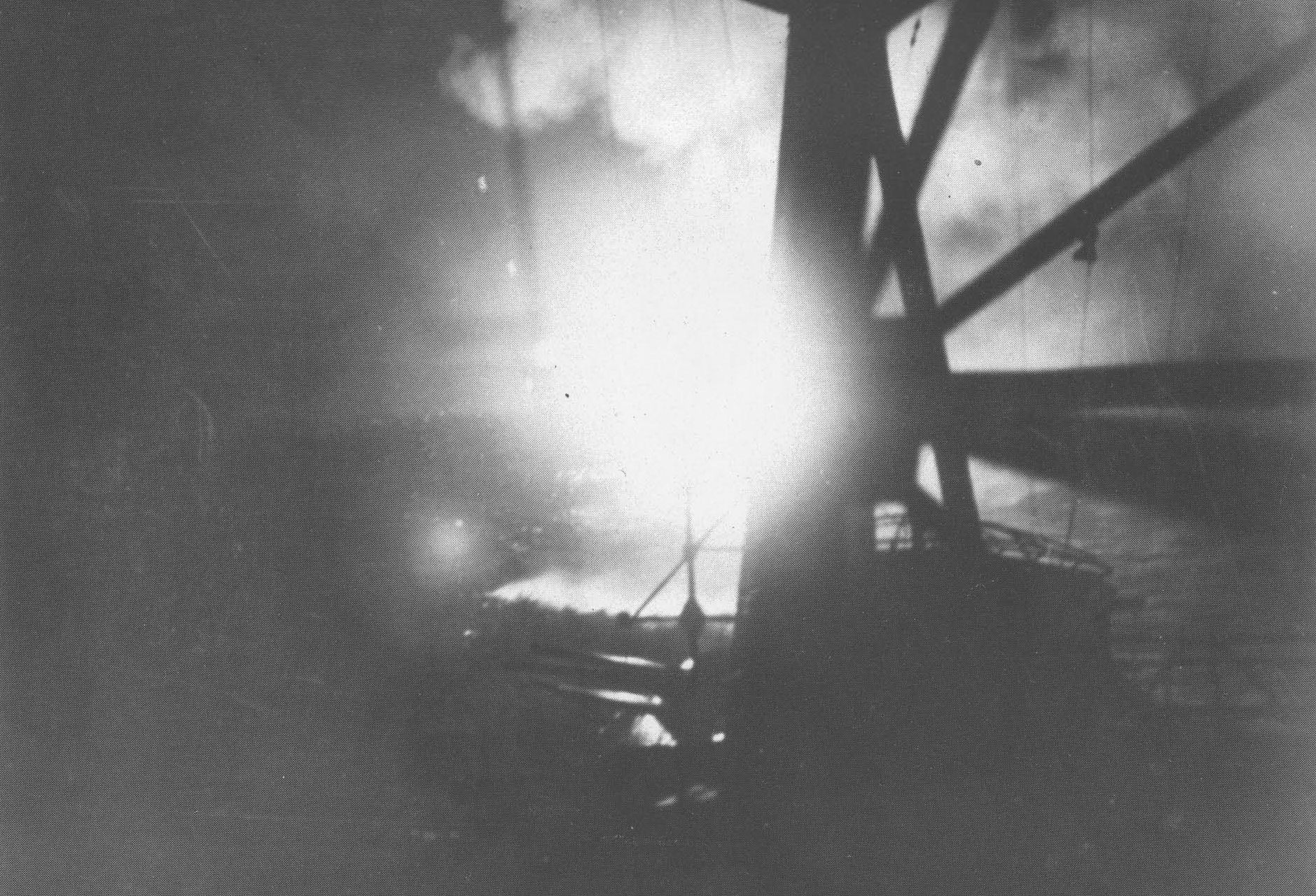
Photographie prise depuis le croiseur japonais Chōkai durant la bataille. Une fusée éclairante illumine la force alliée du sud.

L'équipage de l'USS Chicago, observant l'illumination de leur navire et le changement de cap soudain du HMAS Canberra, se mit en alerte et tira le capitaine Bode d'un « profond sommeil ». Bode ordonna à ses canons de 127 mm de tirer des obus éclairants sur la colonne japonaise mais les obus ne fonctionnèrent pas. À 1 h 47, une torpille, probablement tirée par le Kako, toucha la proue de l'USS Chicago qui virait à bâbord en direction de l'USS Patterson et l'onde de choc qui suivit endommagea les systèmes de contrôle de tir de la batterie principale. Une seconde torpille toucha le navire sans exploser et un obus détruisit le mat du navire en tuant deux marins. L'USS Chicago navigua vers l'ouest durant 40 minutes en laissant en arrière les transports qu'il devait protéger. Le croiseur ouvrit le feu avec son artillerie secondaire sur les navires japonais derrière lui et il a peut-être touché le Tenryū auquel il causa des dégâts légers. Bode n'essaya pas d'affirmer son autorité sur les autres navires du groupe sud dont il était techniquement le commandant. Plus grave, Bode ne fit rien pour signaler aux autres navires alliés ou aux soldats débarqués à terre qu'il quittait la zone des combats.
Durant ce temps, l'USS Patterson s'engagea dans un duel d'artillerie avec la colonne japonaise et il reçut un obus sur l'arrière du navire qui causa des dégâts et tua dix marins. L'USS Patterson continua d'avancer et de tirer sur les navires et il a peut-être touché le Kinugasa qui fut légèrement endommagé. Ensuite, l'USS Patterson perdit de vue la colonne japonaise alors qu'il progressait le long de la côte orientale de l'île de Savo. L'USS Bagley, dont l'équipage avait repéré les Japonais peu après l'USS Patterson et le HMAS Canberra, vira complètement sur tribord avant de tirer plusieurs torpilles dans la direction générale de la colonne japonaise ; une ou deux d'entre elles ayant pu toucher le HMAS Canberra. L'USS Bagley ne joua pas d'autre rôle dans la bataille. Le Yunagi échangea plusieurs tirs avec l'USS Jarvis sans le toucher avant de quitter la bataille vers l'ouest avec l'intention de rejoindre la colonne japonaise au nord-ouest de l'île de Savo.
À 1 h 44, alors que les navires de Mikawa progressaient vers la force alliée au nord, le Tenryū et le Yubari se séparèrent de la colonne et mirent le cap plus à l'ouest. Le Furutaka, soit à cause d'un problème de direction ou pour éviter une possible collision avec le HMAS Canberra suivit le Yubari et le Tenryū. Par conséquent, le groupe allié au nord allait être enveloppé et attaqué de deux côtés.

### Affrontement au nord de l'île de Savo

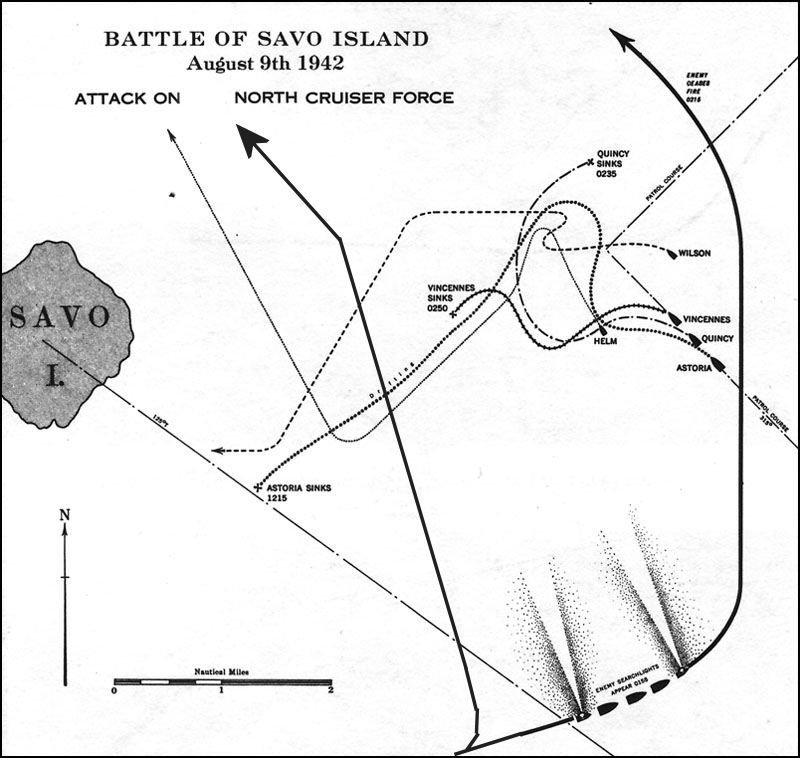
Carte de la bataille au nord de l'île de Savo.

Lorsque Mikawa attaqua la force alliée au sud, les capitaines des trois croiseurs américains du groupe nord dormaient et leurs navires naviguaient tranquillement à la vitesse de 19 km/h (10 nœuds). Même si les équipages avaient observé les explosions au sud de l'île de Savo et avaient reçu le message de l'USS Patterson alertant de l'arrivée de navires inconnus dans la zone, il fallut un certain temps pour que les navires soient prêts au combat. À 1 h 44, les croiseurs japonais commencèrent à tirer des torpilles contre le groupe nord et à 1 h 50, ils braquèrent de puissants projecteurs sur les croiseurs américains et ouvrirent le feu. L'équipage de l'USS Astoria rejoignit ses postes de combat vers 1 h 49 et à 1 h 52, les obus japonais commencèrent à tomber autour du navire. Les artilleurs de la batterie principale de l'USS Astoria repérèrent les croiseurs japonais et ouvrirent le feu. Le capitaine de l'USS Astoria, qui était en train de dormir, se précipita sur le pont et ordonna un cessez-le-feu car il craignait de tirer sur des forces alliées. Comme les obus continuaient de pleuvoir, le capitaine ordonna une reprise des tirs moins d'une minute plus tard. Le Chōkai avait néanmoins ajusté ses tirs et le croiseur américain fut touché par plusieurs obus et prit feu,. Entre 2 heures et 2 h 15, l'Aoba, le Kinugasa et le Kako rejoignirent le Chōkai pour canonner l'USS Astoria. La salle des machines fut détruite et le navire en flammes s'arrêta. À 2 h 16, l'une des dernières tourelles principales encore opérationnelle de l'USS Astoria tira sur le projecteur du Kinugasa mais le manqua et la tourelle avant du Chōkai fut touchée et mise hors de combat.
L'USS Quincy avait également vu les explosions et les fusées éclairantes au sud, avait reçu l'alarme de l'USS Patterson et venait tout juste d'ordonner le branlebas de combat lorsque les croiseurs japonais arrivèrent. Le capitaine du croiseur américain ordonna d'ouvrir le feu mais les artilleurs n'étaient pas prêts. En quelques minutes, l'USS Quincy fut pris sous les tirs croisés de l'Aoba, du Furutaka et du Tenryū et prit feu. Le capitaine de l'USS Quincy ordonna à son navire de charger en direction de la colonne japonaise mais alors qu'il virait pour se mettre dans la bonne direction, il fut touché et sérieusement endommagé par deux torpilles lancées par le Tenryū. L'USS Quincy parvint à tirer quelques salves dont l'une toucha la salle des cartes du Chōkai à moins de 6 m de l'amiral Mikawa et tua ou blessa 36 marins. À 2 h 10, les obus japonais avaient tué ou blessé presque tout l'équipage de la passerelle dont le capitaine. À 2 h 16, le croiseur fut touché par une torpille de l'Aoba et les derniers canons du navire arrêtèrent de tirer. L'officier artilleur en second de l'USS Quincy, envoyé sur la passerelle pour demander les ordres, rapporta ce qu'il vit :

« Lorsque je suis arrivé sur la passerelle, j'ai vu trois ou quatre personnes toujours debout au milieu d'un amoncellement de cadavres. Dans le poste de pilotage, la seule personne debout était l'aiguilleur à la barre qui tentait désespérément de maitriser la gîte sur tribord pour la ramener à bâbord. Il me dit que le capitaine, qui à ce moment était allongé [sic] près de la barre, lui avait dit d'échouer le navire et qu'il tentait de se diriger en direction de l'île de Savo distante de 6 km sur bâbord. J'ai traversé le poste de pilotage pour rejoindre bâbord et repérer où se trouvait l'île et j'ai remarqué que la navire gitait rapidement sur tribord et qu'il commençait à couler par la proue. À cet instant, le capitaine se redressa et tomba en arrière, apparemment mort, sans avoir prononcé d'autre bruit qu'un gémissement. »

L'USS Quincy coula à 2 h 38.

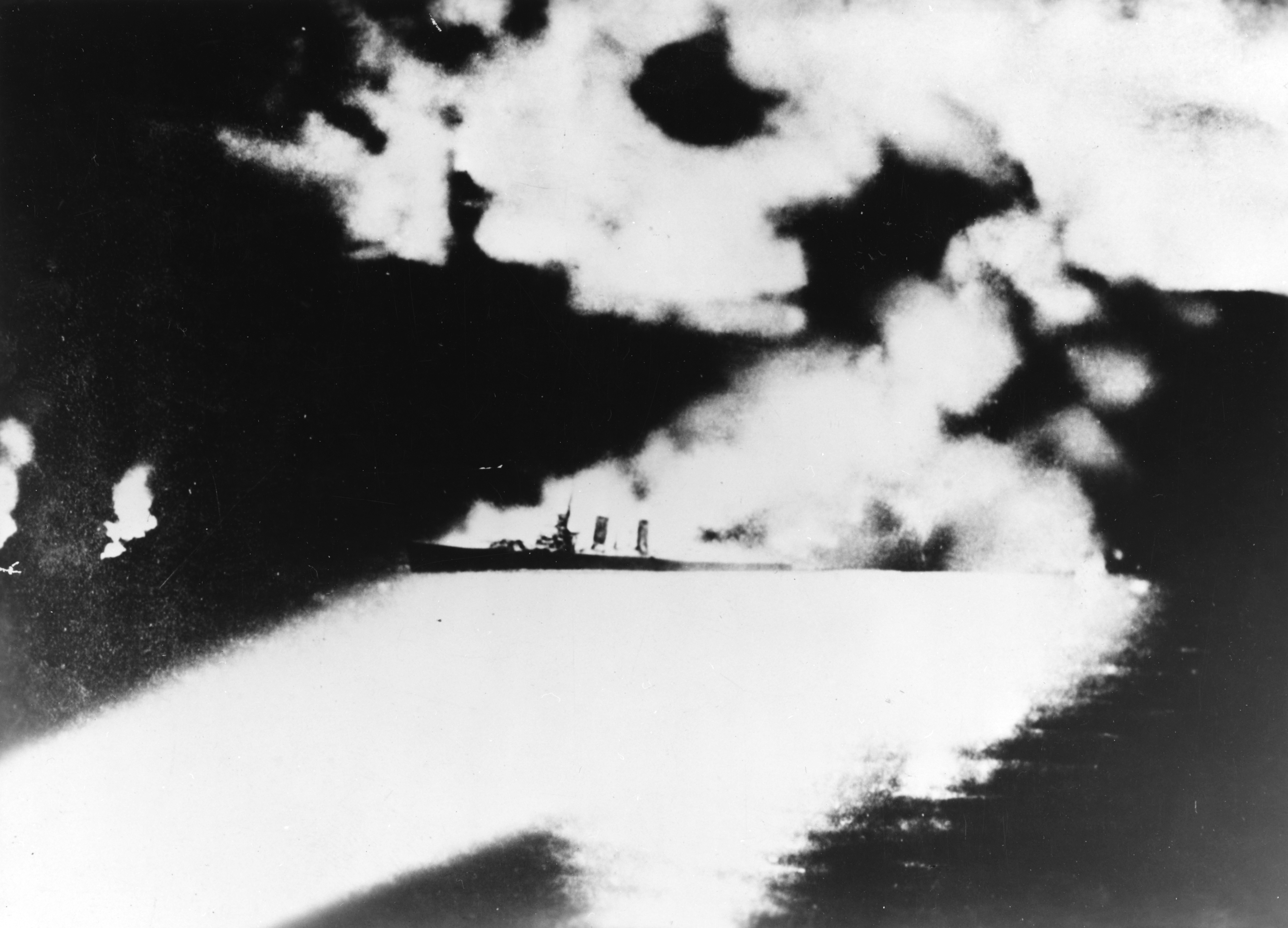
L'USS Quincy en train de couler est illuminé par les projecteurs japonais.

Comme l'USS Quincy et l'USS Astoria, l'USS Vincennes avait repéré les fusées éclairantes et les tirs des canons au sud. À 1 h 50, alors que les croiseurs américains étaient illuminés par les projecteurs japonais, l'USS Vincennes hésita à tirer car il croyait qu'il pouvait s'agir de navires alliés. Peu après, le Kako ouvrit le feu sur l'USS Vincennes qui répondit immédiatement à 1 h 53. Après que le navire américain eut reçu plusieurs obus, son commandant, le capitaine Frederick L. Riefkohl, ordonna d'accélérer à 46 km/h mais peu après, deux torpilles du Chōkai causèrent de lourds dégâts au croiseur américain. Le Kinugasa rejoignit le Kako dans la canonnade mais il fut touché par un obus de l'USS Vincennes qui causa des dégâts légers à sa propulsion. Le croiseur américain fut touché par près de 74 obus et à 2 h 3, il fut touché par une torpille du Yubari. Avec la destruction de ses chaudières, l'USS Vincennes s'arrêta, brûlant de partout et gîtant à bâbord. À 2 h 16, Riefkohl ordonna d'abandonner le navire qui coula à 2 h 50.
Durant l'engagement, les destroyers américains USS Helm et USS Wilson luttèrent pour repérer les navires japonais. Les deux destroyers tirèrent quelques obus sur les navires de Mikawa mais sans causer de dégâts et ils ne furent pas non plus endommagés.
À 2 h 16, la colonne japonaise cessa de tirer sur le groupe nord car elle s'éloignait en direction du nord de l'île de Savo. L'USS Ralph Talbot rencontra le Furutaka, le Tenryū et le Yubari alors qu'ils contournaient l'île. Les Japonais ouvrirent le feu sur le destroyer qui fut sérieusement endommagé mais parvint à s'échapper grâce à un rideau de pluie.

### Fin de la bataille
À 2 h 16, Mikawa conféra avec son état-major sur l'opportunité de poursuivre la bataille et d'essayer de couler les transports alliés à l'ancrage. Plusieurs facteurs influencèrent sa décision. Ses navires étaient dispersés et il leur faudrait du temps pour se regrouper.La chambre des cartes du croiseur Chōkai, son navire amiral, avait été dévastée par un obus de l'USS Astoria privant l'amiral de la plupart de ses moyens de navigation dans la zone. De plus, ses croiseurs devraient recharger leurs tubes lance-torpilles, une manœuvre longue et difficile. Mikawa ignorait également la position et le nombre des derniers navires alliés et ses navires avaient épuisé beaucoup de leurs munitions.
Plus important encore, Mikawa n'avait pas de couverture aérienne et il pensait que les porte-avions américains étaient dans la zone. Mikawa était probablement conscient que la marine japonaise n'avait plus aucun croiseur lourd en construction et qu'elle serait donc incapable de remplacer ceux qu'il pourrait perdre dans une attaque aérienne le lendemain s'il restait dans les alentours de Guadalcanal. Il ignorait que les porte-avions américains s'étaient retirés du secteur et qu'ils ne seraient pas une menace le lendemain. Si plusieurs officiers de Mikawa le pressèrent d'attaquer les transports alliés, le consensus fut de se retirer. Par conséquent, à 2 h 20, Mikawa ordonna à sa flotte de se replier en direction de Rabaul.

## Conséquences

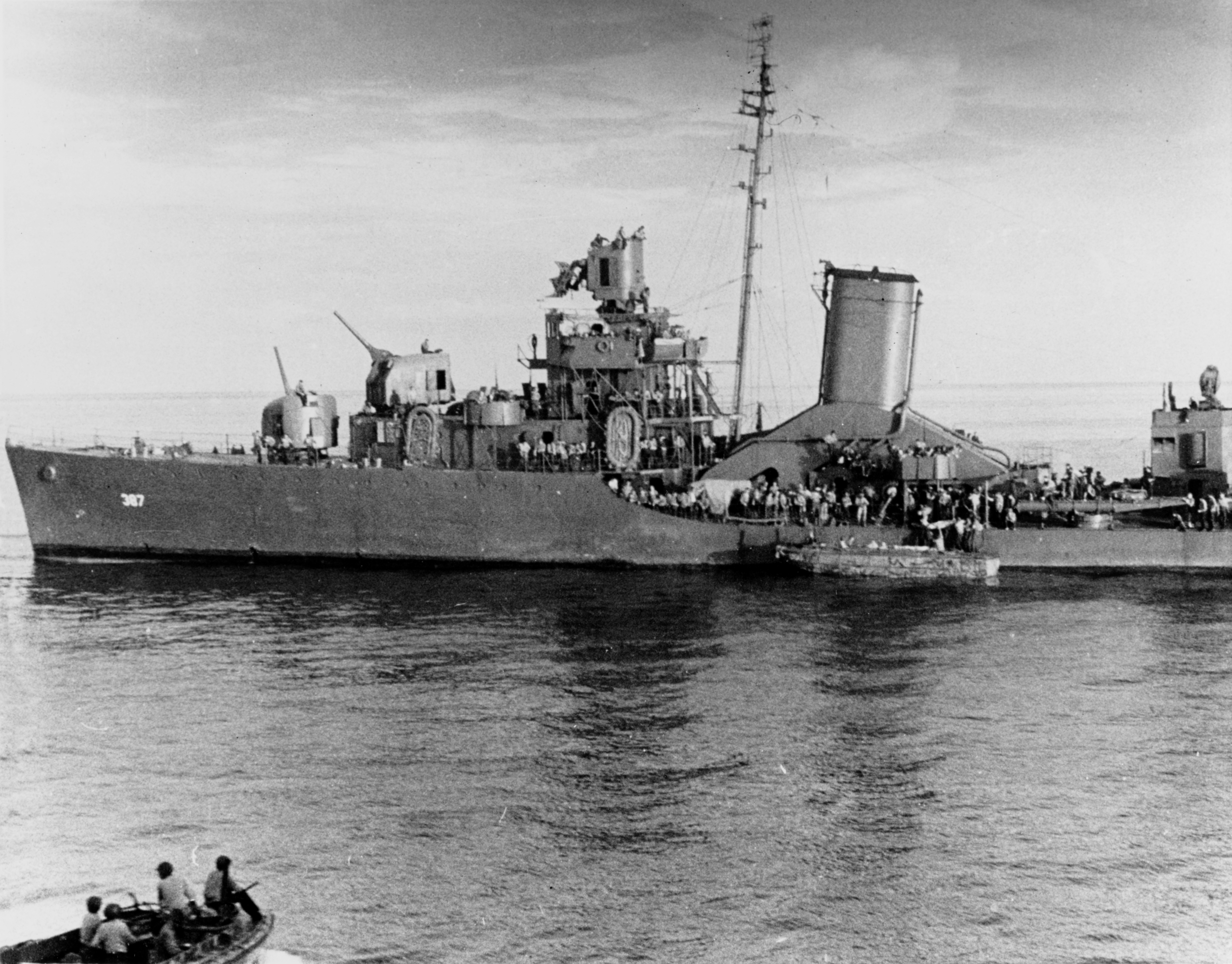
Photographie de l'USS Blue surchargé de survivants prise depuis le transport armé USS Neville.

À 4 heures le 9 août, l'USS Patterson se plaça à côté du HMAS Canberra pour aider à éteindre les incendies. À 5 heures, il apparut que le feu était presque sous contrôle mais Turner, qui voulait retirer tous les navires alliés à 6 h 30, ordonna le sabordage du navire s'il ne pouvait pas accompagner la flotte. Après l'évacuation des survivants, les destroyers USS Selfridge et USS Ellet canonnèrent et torpillèrent le HMAS Canberra.
Plus tard dans la matinée du 9 août, le général Vandergrift indiqua à l'amiral Turner qu'il avait besoin que les transports terminent leur déchargement. Par conséquent, Turner retarda le retrait jusqu'à l'après-midi. Dans le même temps, l'équipage de l'USS Astoria tenta de sauver son navire en train de sombrer. L'incendie devint cependant hors de contrôle et le croiseur coula à 12 h 15.
Le matin du 9 août, un coastwatcher (observateur côtier) australien sur Bougainville repéra une escadrille japonaise en provenance de Rabaul. Les équipages des transports alliés cessèrent temporairement les opérations de déchargement mais furent perplexes lorsque l'attaque aérienne ne se matérialisa pas car les appareils japonais s'étaient concentrés sur l'USS Jarvis et l'avaient coulé au sud de Guadalcanal. Les navires alliés quittèrent tous la zone de Guadalcanal dans la nuit du 9 août.
Tard dans la nuit du 9 août, Mikawa renvoya quatre croiseurs à leur port d'attache de Kavieng. À 8 h 10 le 10 août, le Kako fut torpillé et coulé par le sous-marin USS S-44 à 110 km de sa destination. Seuls 71 marins ne furent pas retrouvés et les autres croiseurs japonais continuèrent vers Kavieng.
Pendant plusieurs mois après la bataille, presque tous les renforts et les ravitaillements alliés arrivèrent à Guadalcanal à bord de petit convois de navires de transports naviguant essentiellement la journée pour bénéficier de la couverture aérienne offerte par les appareils alliés basés dans les Nouvelles-Hébrides, à Henderson Field et embarqués sur les porte-avions. Durant cette période, les forces alliés sur Guadalcanal disposaient de juste assez de munitions et de provisions pour repousser les offensives japonaises.
Malgré leur défaite dans cette bataille, les Alliés remportèrent finalement la bataille de Guadalcanal. A posteriori, si Mikawa avait choisi de risquer ses navires pour couler les transports alliés au matin du 9 août, il aurait pu mettre un terme à la bataille de Guadalcanal dès son commencement et le cours de la guerre dans le Pacifique Sud aurait pu être très différent. Même si les navires de guerre alliés à Guadalcanal furent sévèrement étrillés, ils accomplirent leur mission qui était de protéger les transports. La plupart de ces transports furent utilisés à de nombreuses reprises pour ravitailler et renforcer les troupes alliées à Guadalcanal dans les mois suivants. La décision de Mikawa de ne pas détruire les navires de transport alliés quand il en avait l'occasion se révéla une grave erreur stratégique pour les Japonais.

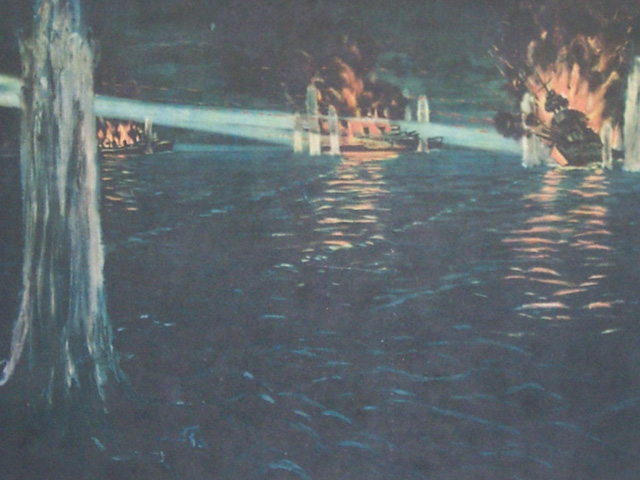
Peinture japonaise représentant la destruction de trois croiseurs américains durant la bataille de l'île de Savo.

Un comité d'enquête de l'United States Navy prépara un rapport sur la bataille. À partir de décembre 1942 et durant plusieurs mois, le comité interrogea la plupart des officiers supérieurs alliés impliqués. Le rapport recommanda la sanction d'un seul officier, le captain Howard D. Bode mais les autres officiers dont les amiraux Fletcher, Turner, McCain et Crutchley et le captain Riefkohl furent proches de recevoir un blâme sévère. Les carrières de Turner, de Crutchley et de McCain ne semblent pas avoir été affectées par la défaite ou par leurs erreurs y ayant contribué. En revanche, Riefkohl ne retrouva plus jamais le commandement d'un navire. Après avoir appris que le rapport allait être particulièrement critique contre lui, le captain Howard D. Bode, qui commandait l'USS Chicago, se tira une balle dans ses quartiers à Balboa dans la zone du canal de Panama le 19 avril 1943 et mourut le lendemain,. Crutchley reçut le grade de commandeur en chef de la Legion of Merit en septembre 1944. L'amiral Yamamoto félicita Mikawa pour sa victoire en indiquant « J'apprécie le courage et la ténacité de tous les hommes de votre organisation. J'attends de vous que vous prolongiez vos exploits et que vous fassiez tout ce qui est dans votre pouvoir pour soutenir les troupes au sol de l'armée impériale maintenant engagées dans une lutte désespérée. » Par la suite, lorsqu'il devint clair que Mikawa avait manqué l'opportunité de détruire les transports alliés, il fut sévèrement critiqué par ses camarades. L'amiral Turner expliqua ensuite pourquoi ses forces avaient été si sévèrement battues dans la bataille :

« L'US Navy avait toujours un fort sentiment de supériorité technique et psychologique sur l'ennemi. Malgré les nombreuses démonstrations des capacités de l'ennemi, la plupart de nos officiers et de nos marins méprisaient l'ennemi et considéraient qu'ils seraient nécessairement victorieux en toutes circonstances. Le résultat de cela fut une léthargie fatale de l'esprit qui entraina une confiance sans préparation et l'acceptation routinière des standards périmés de temps de paix. Je crois que ce facteur psychologique a joué un rôle plus important que l'élément de surprise dans notre défaite. »

L'historien Richard B. Frank ajoute que « cette léthargie de l'esprit ne disparut pas complètement avant quelques autres coup durs à la fierté de l'US Navy autour de Guadalcanal, mais après Savo, les États-Unis remontèrent sur le pont et se préparèrent au combat le plus sauvage de l'histoire ».
Le porte-avions d'escorte de l'US Navy USS Savo Island lancé en février 1944 fut nommé d'après cette bataille.